# Bractechlamys oweni
Bractechlamys oweni is een tweekleppigensoort uit de familie van de Pectinidae. De wetenschappelijke naam van de soort is voor het eerst geldig gepubliceerd in 1884 door Gregorio.